# Порт Лајден (Њујорк)
Порт Лајден (енгл. Port Leyden) град је у америчкој савезној држави Њујорк.

## Демографија
По попису из 2010. године број становника је 672, што је 7 (1,1%) становника више него 2000. године.
| Група             | 2000.       | 2010.       |
| Белци             | 654 (98,3%) | 658 (97,9%) |
| Афроамериканци    | 1 (0,2%)    | 7 (1,0%)    |
| Азијати           | 0 (0,0%)    | 0 (0,0%)    |
| Хиспаноамериканци | 1 (0,2%)    | 2 (0,3%)    |
| Укупно            | 665         | 672         |